# 海灣省
海湾省（英語：Gulf Province）是巴布亚新几内亚20省之一，首府凯里马（Kerema）。該省面積為34,472平方公里。根據2000年人口普查，當地有106,898名居民，是巴布亚新几内亚全國人口第二少的省份。